# Steenbergen
Steenbergen é um município dos Países Baixos, situado na província de Brabante do Norte. Tem 159,14 km² de área e sua população em 2020 foi estimada em 24.302 habitantes.